# Shupīyan
Shupīyan är en ort i Indien.   Den ligger i unionsterritoriet Jammu och Kashmir, i den norra delen av landet, 600 km norr om huvudstaden New Delhi. Shupīyan ligger 2 055 meter över havet och antalet invånare är 13 565.
Terrängen runt Shupīyan är kuperad åt nordväst, men åt sydost är den platt. Runt Shupīyan är det tätbefolkat, med 591 invånare per kvadratkilometer. Närmaste större samhälle är Pulwama, 18,4 km norr om Shupīyan. Omgivningarna runt Shupīyan är en mosaik av jordbruksmark och naturlig växtlighet.